# Манастир Подновље
Манастир Подновље је мушки манастир Српске православне цркве, припада Епархији зворничко-тузланској. Налази се у мјесту Подновље.
Старешина манастира од 2021. је архимандрит Теофил Ђуричић, игуман Манастира Дуге Њиве.
Манастир се налази у мјесту званом Подновље, У склопу програма посјета црквама и манастирима епархије зворничко-тузланске, 10. октобра 2013. године Његово Преосвештенство Епископ зворничко-тузлански г. Хризостом посјетио је манастир Свете Тројице у Подновљу.
Ово је најмлађи манастир у Епархији зворничко-тузланској, који је још у изградњи.
Преосвећеног Владику дочекао је јеромонах Давид, први монах и сабрат овог новог манастира. Он је упознао Преосвећеног владику г. Хризостома о свим детаљима и току градње овог манастира.